# Brazen Abbot
Brazen Abbot — рок-группа, основанная в Финляндии болгарским гитаристом, продюсером и писателем Николо Коцевым. Он сформировал проект после ухода из шведской группы Baltimoore в 1994 году. Среди бывших участников были музыканты группы Europe Мик Микаэли, Джон Левен и Ян Хоглунд.
Каждый альбом Brazen Abbot был записан с тремя или четырьмя вокалистами; чаще всего принимали участие Йёран Эдман и Джо Линн Тёрнер. Первоначально Коцев предполагал участие одного вокалиста — Эдмана, но тот из-за контрактных обязательств мог записать только две песни для первого альбома. Предполагалось, что Гленн Хьюз запишет оставшиеся песни; однако договорные обязательства помешали ему записи более трёх песен, после чего Коцев позвал для записи вокала Томаса Викстрёма. Коцев остался доволен конечным результатом и решил в дальнейшем записывать альбомы с несколькими вокалистами. Тем не менее на концертах, как правило, пел только Джо Линн Тёрнер.
Несколько участников группы появились также в рок-опере Nostradamus (2001); в период работы над ней (1998—2001) Brazen Abbot находились в творческом отпуске.

## Состав
- Николо Коцев — гитара, скрипка, продюсирование, сведение
- Йёран Эдман — вокал
- Джо Линн Тёрнер — вокал (с 1996)
- Тони Харнелл — вокал (с 2005)
- Эрик Мортенссон — вокал (с 2005)
- Нелко Коларов — орган (с 2005)
- Уэйн Бэнкс — бас (с 2004)
- Маттиас Кнутас — ударные (с 2005)

### Бывшие участники
- Гленн Хьюз — вокал (1995)
- Томас Викстрём — вокал (1995—1997)
- Йорн Ланде — вокал (2003)
- Мик Микаэли — клавишные (1995—2003)
- Ларс Поллак — клавишные (2004)
- Сванте Хенрисон — бас (1995)
- Джон Левен — бас (1996—2003)
- Ян Холанд — ударные (1995—2003)
- Томас Броман — ударные (2004)

## Дискография
- Live and Learn (1995)
- Eye of the Storm (1996)
- Bad Religion (1997)
- Guilty as Sin (2003)
- A Decade of Brazen Abbot (live) (2004)
- My Resurrection (2005)